# Denków

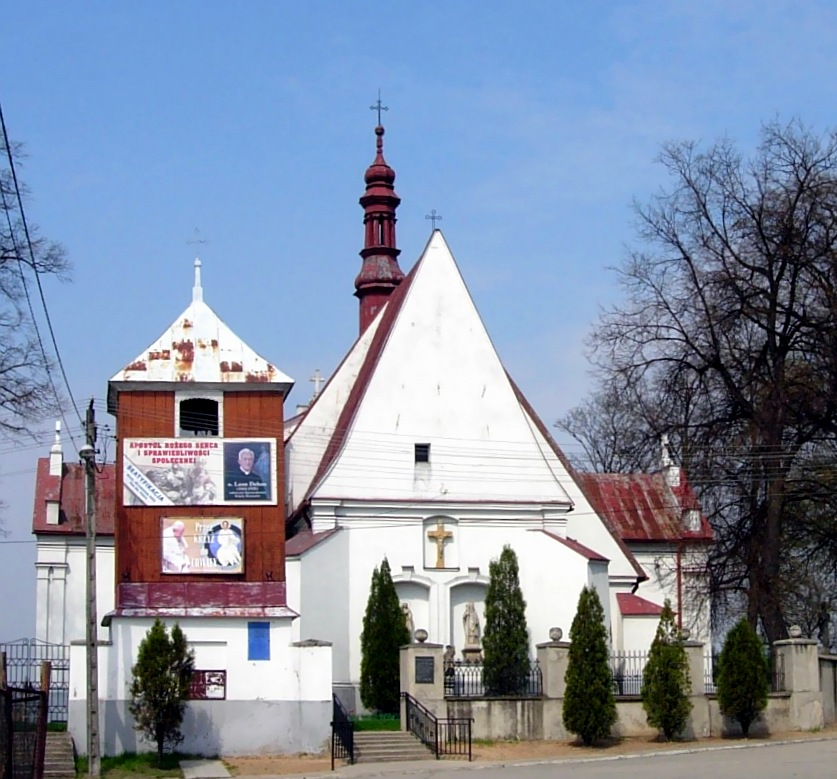
Kościół św. Stanisława, widok od strony Denkowa

Denków – osiedle samorządowe Ostrowca Świętokrzyskiego, położone w jego wschodniej części. Dawniej samodzielne miasto, a od 13 stycznia 1870 osada typu miejskiego. Włączone w granice Ostrowca w 1954.
Denków jest punktem początkowym dwóch szlaków rowerowych:
- czerwonego im. Mieczysława Radwana prowadzącego wokół Ostrowca Świętokrzyskiego
- zielonego im. Witolda Gombrowicza biegnącego przez miejsca związane z życiem i dziejami rodziny Witolda Gombrowicza

## Zasięg terytorialny
Osiedle obejmuje ulice: Browarną, Garncarską, Niewiadomą, Ostrowiecką, Podstawie, Rudzką, Rynek Denkowski, Spółdzielczą, Tomaszów, Topolową, Wiśniową, Wschodnią, Zieloną oraz część zabudowań przy ulicy Mostowej (nieparzyste numery 1–39 oraz parzyste 2–32) i Samsonowicza (nieparzyste 7–55 oraz parzyste 18–40).

## Historia
Miasto założył na gruntach wsi Denków Stanisław Michowski w 1564. Początkowo nosiło ono nazwę Wielki Michów. Prawa miejskie otrzymało na mocy przywileju wydanego 3 stycznia 1564 przez króla Zygmunta Augusta. Ten sam przywilej zezwalał na organizowanie w mieście dwóch jarmarków w roku i na cotygodniowy targ. Herbem miasta był herb szlachecki Rawicz.

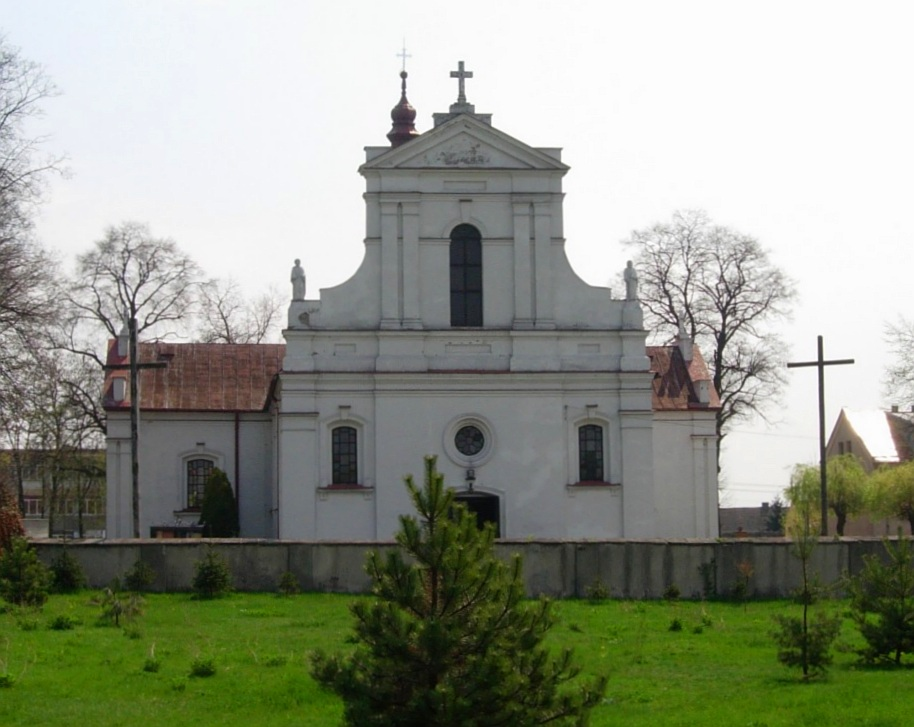
Kościół św. Stanisława od frontu

W 1578 było tutaj 14 rzemieślników, 2 gorzelników oraz młyn. Od XVII wieku miasto nazywane było Denkowem. Od tego czasu sąsiednia wieś nosi nazwę Denkówek. Denków był ośrodkiem garncarstwa i tkactwa. Mieszkańcy swoje wyroby spławiali Wisłą do Gdańska.
W XVII w. miasto nabyli Siemianowscy, którzy ufundowali nowy kościół. Po nich Denków był kolejno własnością rodów Małachowskich i Kotkowskich.
W 1743 pożar zniszczył część drewnianej zabudowy miasta. Jednak już w 1775 było tu 125 domów. Pod koniec XVIII wieku w mieście znajdował się młyn, browar, ratusz, a także dwie karczmy. W 1812 na Rynku powstała kaflarnia Józefa Petrowskiego. Miasto prywatne Królestwa Kongresowego położone było w 1827 roku w powiecie opatowskim, obwodzie opatowskim województwa sandomierskiego. W 1827 było tu 114 domów i 625 mieszkańców. W 1833 urodził się jeden z przywódców Powstania Styczniowego, Karol Majewski. W 1840 nad Kamienną, Ignacy Kotkowski, dzierżawca dóbr bodzechowskich, wybudował 2 fryszerki. Wraz z 4 innymi i wielkim piecem w Bodzechowie tworzyły one kompleks hutniczy. W 1853 powstała wytwórnia kafli i fajansu Gabriela Weissa. W 1864 Denków miał 770 mieszkańców (w tym 91 Żydów). Znajdował się tu przykościelny szpital oraz austeria.
13 stycznia 1870 Denków utracił prawa miejskie i został włączony do gminy Częstocice w powiecie opatowskim w guberni kieleckiej. Mieszkańcy Denkowa sami zabiegali o tę decyzję, licząc na zmniejszenie podatków. Większość mieszkańców osady utrzymywała się w tym czasie z rolnictwa. W latach 1870–1954 Denków należał do gminy Bodzechów (w parafii Denków) w powiecie opatowskim w guberni kieleckiej. W 1885 Denków miał 98 domów i 659 mieszkańców. W mieście wyrabiano kafle piecowe do kuchni angielskich oraz garnki. W 1903 powstała tu pierwsza szkoła publiczna. W późniejszych latach został wyłączony z gminy Częstocice i włączony do gminy Bodzechów.
W II RP przynależał do woj. kieleckiego, gdzie 2 listopada 1933 wszedł w skład gromady o nazwie Denków w gminie Bodzechów, składającej się z osady Denków, osiedla karczemnego Bodzechów, wsi Denków Poduchowny, wsi Młynisko, osiedla Młyn Denkowski i wsi Podstawie.
Podczas II wojny światowej włączony do Generalnego Gubernatorstwa (dystrykt radomski, powiat opatowski), nadal jako gromada w gminie Bodzechów, licząca 2336 mieszkańców.
Po wojnie w województwa kieleckim, jako jedna z 16 gromad gminy Bodzechów w powiecie opatowskim.
29 września 1954 Denków wyłączono z gminy Bodzechów i włączono do Ostrowca Świętokrzyskiego, gdzie w późniejszych latach otrzymał status osiedla.

## Zabytki
- Barokowy kościół św. Stanisława Biskupa z końca XVII w., przebudowywany w XVIII i XIX w.
- Cmentarz założony w 1798, z klasycystyczną kaplicą rodziny Kotkowskich
- Figura św. Floriana z 1803 na Rynku Denkowskim
- Kaplica św. Jana Nepomucena z XIX w., przy ulicy Spółdzielczej